# Joshua Project
The Joshua Project (Proyecto Josué) es una organización evangélica pentecostal mundial creada en 1995 con el fin de desarrollar estrategias para convertir al cristianismo a los pueblos no evangelizados en zonas poco cristianizadas. El proyecto se inicia en diciembre de 1995, bajo los auspicios del Movimiento AD2000, cuando los líderes cristianos de 77 países se encuentran en Colorado Springs para lanzar el proyecto Josué, dirigido al 90% de los 2200 millones de personas que viven en la ventana 10/40.
El proyecto presenta el estado actual de la misión cristiana entre todos los grupos étnicos del mundo en una base de datos que está disponible en su sitio web. 
Joshua project 2000 es una estrategia global cooperativa enfocada en la evangelización de los pueblos menos evangelizados del mundo. En el caso de la India, se creó una lista determinando que el 93,3% de los indios no eran cristianos. La catalogación se hizo de acuerdo a la localización, la afiliación religiosa, la lengua y la población, recopilando los datos de acuerdo al sistema postal de la India. El sistema de clasificación determina el CPI o Church Planting Indicator) Indicador de implantación de iglesias que divide a las poblaciones en 5 categorías según el porcentaje de cristianización, desde el 5% en color rojo hasta el 100% en color verde.
La organización se nutre de las donaciones. Una de cada tres personas se dedica a tiempo completo, las otras dos se dedican a recaudar fondos. Una red de investigadores y misioneros trabajan para obtener información y crear una amplia base de datos. Con estos datos y los fondos se procede a la evangelización, aportando material, como traducciones de los Evangelios, películas, fotos y mapas. Según sus propios informes, por cada nuevo creyente convertido al evangelismo en Estados Unidos, se convierten 30 personas en países como Nigeria, Brasil, India y China.

## Sitio web
Creado en 2001, el sitio web ofrece fichas detalladas de las lenguas y los grupos étnicos, pero también vídeos, fotos, artículos y obras, aplicaciones de móvil, prospectos y folletos, así como juegos e historias para los niños. Una parte de los recursos está disponible en español y en portugués.

## Críticas
El proyecto es criticado desde un punto de vista etnológico, ya que la cristianización de culturas tradicionales acelera su transformación y favorece la pérdida de valores tradicionales. Los grupos étnicos quedan subordinados a la nueva religión y a la cultura occidental.

## Frontier Ventures
El Proyecto Josué forma parte de la organización Frontier Ventures, de la cual es un ministerio. Esta se define como una comunidad cuyo objetivo es que Jesús sea adorado en todos los rincones de la tierra. Esta misión colaborativa, cuya base se encuentra en Pasadena, California, tiene 7 objetivos: oración, investigación, innovación, media, educación, estrategia y movilización. Una de sus misiones es traducir el Evangelio a todas las lenguas conocidas para llegar a los pueblos más ocultos de la tierra. Entre los ministerios se encuentran Joshua Project, Mission Frontiers, Global Prayer Digest, Roberta Winter Institute, INSIGHT, International Journal of Frontier Missiology, Judson International School, William Carey International University, Perspectives Global, Prime, William Carey Library Publishers y Perspectives.